# محمد فيصل شيخاني
هو عضو في جمعيات تاريخية عدة ومنها جمعية العاديات ورابطة الخريجين واتحاد الصحفيين وجمعية أصدقاء حمص

## نشأته
ولد الباحث «محمد فيصل شيخاني» عام 1930 لوالدين كبيرين في السن

## تعليمه
مساعي طيبة من الأستاذ «راغب الجمالي» دخل الشيخاني كمستمع في مدرسة «منبع العرفان» في شارع الدبلان، ثم تعلم في كتّاب الشيخ «عبد السلام الشيخ عثمان»، ثم في مدرسة الأموية عند الأستاذ الجمالي، كما تعلم في المدرسة الوليدية، بعد ما نال شهادة «السرتفيكا». عام 1941 حدث أن قصفت الطائرات الإنكليزية قوات حكومة فيشي الفرنسية في محطة القطار بمدينة حمص، وحصل على الشهادة الابتدائية بمساعدة والدته تلك السنة.
في عام 1964 دخل جامعة دمشق وتخرج منها حاملاً إجازة في التاريخ

## وظيفته
وفي عام 1945 وبعد عناء كبير عمل مدرسا لمادة الحساب والهندسة على أساس الشهادة الابتدائية التي كان يحملها آنذاك براتب 20 ليرة سورية.
في عام 1947 عمل مراقباً في الإنتاج الزراعي وتابع استعداده للتقدم لامتحان الإعدادية، عام 1950 وبموجب الشهادة الإعدادية عيّن معلماً، وانتدبته وزارة المعارف للتعليم في مدرسة الأرمن الكاثوليك، ثم في مدرسة الأرمن الأرثوذكس في مدينة الحسكة، وعاد إلى حمص عام 1951 ليدرّس في قرية البريج القريبة من القلمون، وحصل شيخاني في عام 1952 على شهادة الثانوية العامة الفرع الأدبي.
وفي عام 1956 حصل على أهلية التعليم الابتدائي -دراسة حرة ونال المرتبة الأولى على مستوى حمص ليتسلم بعدها إدارة مدرسة «ضرار بن الازور» الابتدائية.
عام 1958 دخل ميدان العمل النقابي ليدافعَ عن المعلمين، وينادي بحقوقهم بما فيها حقه في الترفيع بعد ما نال أهلية التعليم، وثابر شيخاني على العمل في ميادين العمل الجماعي في المجالات التعاونية السكنية والاستهلاكية..حيث أسس مشروعاً يقدم للمعلمين خدمات صحية واجتماعية كبيرة من طبابة مجانية، وأدوية رخيصة وركوب الباصات، ودخول درو السينما وغير ذلك بأسعار بسيطة مناسبة لدخلهم الضئيل آنذاك، كما تم طبع هويات نقابية خاصة بالمعلمين وأخرى للطلاب استفادوا منها كثيراً<ref name="dp">.